# 33580 Priyankajain
33580 Priyankajain è un asteroide della fascia principale. Scoperto nel 1999, presenta un'orbita caratterizzata da un semiasse maggiore pari a 2,4319239 UA e da un'eccentricità di 0,1320445, inclinata di 3,55305° rispetto all'eclittica.